# Koljučin
Koljučin (rusky Колючин) je ostrov v Čukotském moři. Patří Ruské federaci a spadá do Čukotského autonomního okruhu. Leží nedaleko pobřeží, jen 11 kilometrů od severního břehu Čukotky. Je dlouhý 4,5 kilometru a maximální šířku má 1,5 kilometru. Maximální nadmořská výška povrchu je 188 m n. m. Vegetace zde má charakter tundry. Na jižním konci ostrova žila malá skupina Čukčů, od roku 1987 však ostrov není trvale obydlen.
13. února 1934 u břehů ostrova ztroskotal parník Čeljuskin.
V září 2021 byli na ostrově i v budovách opuštěné polární stanice pozorováni polární medvědi.